# Saab 340

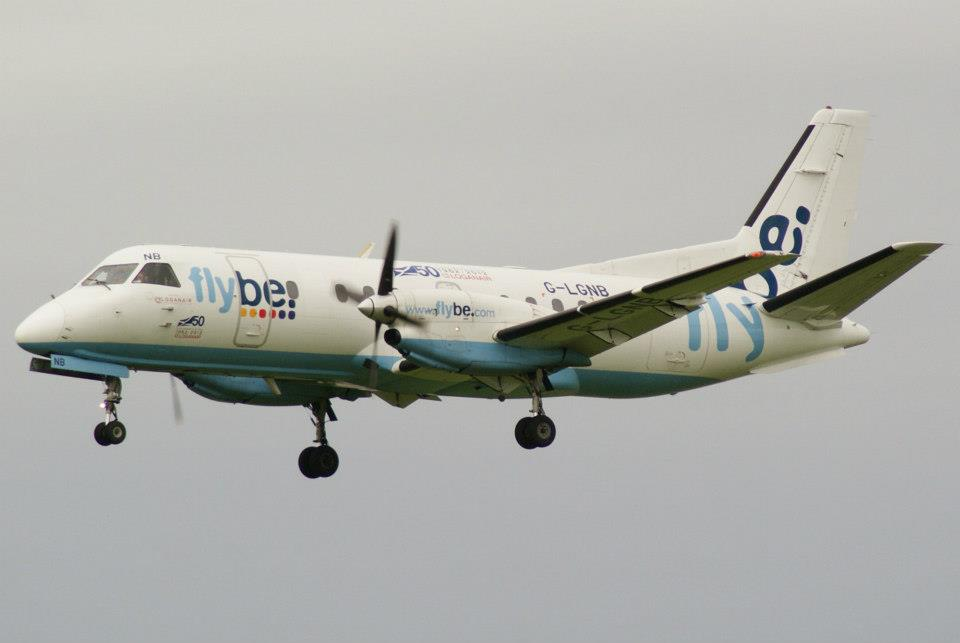
Saab SF340B

Saab 340 – turbośmigłowy samolot pasażerski szwedzkiej firmy Saab, przeznaczony do lotów regionalnych. Może zabrać na pokład od 33 do 37 pasażerów.

## Historia i konstrukcja
Dwusilnikowy samolot pasażerski przeznaczony do lotów na krótkich dystansach; wolnonośny dolnopłat z napędem turbośmigłowym, wykorzystywany na trasach lokalnych i regionalnych. Początkowo maszyna była projektowana we współpracy z przedsiębiorstwem Fairchild, jednak już w 1985 r. amerykański partner wycofał się z tego projektu.

## Wersje
Saab 340A
Samolot pasażerski, napędzany dwoma silnikami turbośmigłowymi General-Electric CT7-5A2 o mocy 1735 KM (1215 kW).
Saab 340AF
Zmodyfikowana komercyjna wersja Saaba 340A.
Saab 340B
Samolot pasażerski napędzany dwoma silnikami turbośmigłowymi General-Electric CT7-9B o mocy 1870 KM (1394 kW).
Saab Tp 100
Transportowa wersja Saab 340B i B Plus dla szwedzkich sił powietrznych.
Saab Tp 100A
Wersja transportowa Saab 340B dla VIP-ów.
Saab 340B Plus
Ulepszona wersja Saab 340B.
Saab 340B plus SAR-200
Morska wersja poszukiwawczo-ratownicza dla japońskiej straży przybrzeżnej.
Saab 340 MSA
Samoloty bezpieczeństwa morskiego do wielozadaniowego nadzoru, wykrywania, klasyfikacji i identyfikacji kontaktów morskich, używane także jako samoloty poszukiwawczo-ratownicze.
Saab 340 AEW&C Erieye
Wojskowy statek powietrzny wczesnego ostrzegania.

## Wypadki
- 4 kwietnia 1994 roku lot KLM CityHopper 433 rozbił się podczas awaryjnego lądowania na lotnisku Schiphol w Amsterdamie. Zginęły 4 osoby.
- 10 stycznia 2000 roku tuż po starcie z lotniska Kloten w Zurychu, lot Crossair 498 rozbił się na polu za miastem. Zginęli wszyscy obecni na pokładzie.
- 18 maja 2011 roku rozbił się lot Sol Lineas Aereas 5428. Zginęły 22 osoby – wszyscy obecni na pokładzie samolotu.